# Landschaftsschutzgebiet Grünlandkomplex Kalberstert / Scheffelberg
Das Landschaftsschutzgebiet Grünlandkomplex Kalberstert / Scheffelberg mit 33,63 ha Größe liegt östlich von Brilon. Das Gebiet wurde 2008 mit dem Landschaftsplan Briloner Hochfläche durch den Hochsauerlandkreis als Landschaftsschutzgebiet (LSG) ausgewiesen. Das LSG besteht aus vier Teilflächen, die alle an das Naturschutzgebiet Scheffelberg / Kalberstert grenzen und als Pufferzone des NSG dienen.

## Gebietsbeschreibung
Das LSG umfasst Grünland, überwiegend ost- oder westexponierte Mähweiden in Hanglagen. Die Grünlandflächen sind stellenweise durch Böschungen und Feldgehölze gegliedert. Die südliche und die östliche Teilfläche dienen auch als Pufferzone zum Bruch am Kirchloh.

## Schutzzweck
Die Ausweisung erfolgte zur Erhaltung, Ergänzung und Optimierung eines Grünlandbiotop-Verbundsystems, insbesondere mit den Naturschutzgebiets-Ausweisungen im Grünland. Dadurch sollen Tiere und Pflanzen Wanderungs- und Ausbreitungsmöglichkeiten behalten. Wie die anderen Landschaftsschutzgebiete vom Typ C dient auch diese Ausweisung als Pufferzone für angrenzende Naturschutzgebiete.

## Rechtliche Rahmen
Das Landschaftsschutzgebiet Grünlandkomplex Kalberstert / Scheffelberg wurde als Landschaftsschutzgebiet vom Typ C, Wiesentäler und bedeutsames Extensivgrünland, ausgewiesen. In den Landschaftsschutzgebieten vom Typ C des Landschaftsplangebietes sind Erstaufforstungen und auch die Neuanlage von Weihnachtsbaumkulturen, Schmuckreisig- und Baumschulkulturen verboten. Ferner besteht ein Umwandlungsverbot von Grünland und Grünlandbrachen in Acker oder andere Nutzungsformen. Eine maximal zweijährige Ackernutzung innerhalb von zwölf Jahren ist erlaubt, falls damit die Erneuerung der Grasnarbe vorbereitet wird. Dies gilt als erweiterter Pflegeumbruch. Dabei muss ein Mindestabstand von 5 m vom Mittelwasserbett eingehalten werden. Für den Anbau von nachwachsenden Rohstoffen ist eine Befreiung vom Verbot des Grünlandumbruchs im Rahmen einer Einzelfallprüfung möglich.